# Konkret
Konkret (łac. concretus - gęsty, twardy, mocny) - pojęcie dopełniające pojęcie abstraktu. Konkret jest przedmiotem:
1. jednostkowym
2. fizycznym, w sensie umiejscowienia w czasie i przestrzeni.

W filozofii toczy się spór, której klasie przedmiotów (abstraktom, konkretom czy obu z nich) przysługuje istnienie realne, rozumiane najczęściej jako transcendencja wobec umysłu. Nominalizm głosi, że istnieją realnie tylko konkrety, realizm pojęciowy, że także abstrakty (trudno wskazać doktrynę głoszącą istnienie wyłącznie abstraktów, niektórzy interpretują w ten sposób platonizm).